# Chevauchoir
Chevauchoir est un lieu-dit du village de Lesve, dans l'Entre-Sambre-et-Meuse, en Belgique.  Sis en bordure méridionale du bois de Haute-Marlagne, sur la route (N940) allant des Six-Bras (Bois-de-Villers) à Sart-Saint-Laurent, sur la légère crête séparant les vallées de la Sambre et la Meuse, il fait administrativement partie, avec Lesve, de la commune de Profondeville, dans la province de Namur (Région wallonne de Belgique).
Le chevauchoir est surtout connu par la radio régionale qui prit son nom. La Radio-Chevauchoir commença à émettre en 1982, à partir d’installations d’un garage automobile installé au Chevauchoir.  Elle a depuis lors ses bâtiments propres. La radio émet tous les jours, même si pas en continu, des programmes de variétés en wallon et français.

## Étymologie
En ancien wallon un ‘chevauchoir’ est un Parc à chevaux. 